# Centrale hydroélectrique de Gribo-Popoli
La Centrale hydroélectrique de Gribo-Popoli est un barrage hydroélectrique d'une capacité de 112 MégaWattt sur le fleuve Sassandra au sud-ouest de la Côte d'Ivoire, dans la région de la Nawa.

## Historique
Grâce un financement partiel de l'Exim Bank of China et du gouvernement ivoirien, les travaux de construction du barrage hydroélectrique de Gribo-Popoli commence en 2021 et la mise en service est prévue en décembre 2024. 

## Localisation
La centrale hydroélectrique de Gribo-Popoli est sur le fleuve Sassandra, à environ 15 kilomètres en aval du barrage hydroélectrique de Soubré. La ville de Soubré est située dans le département de Soubré de la région de la Nawa, dans le District du Bas-Sassandra, au sud-ouest de la Côte d'Ivoire. 

## Caractéristiques
La centrale hydroélectrique de Gribo-Popoli a une capacité de 112 MG, édifiée sur une superficie de 700 ha. Avec une hauteur maximale de 18 mètres et 700 m3 /s, l'ouvrage est doté de trois groupes de production d'énergies. Le coût de construction du barrage est estimé à 308 millions de dollars dont 287 millions de dollars provenant de l'Exim Bank of China et 169,4 milliards de Francs CFA apporté par le gouvernement ivoirien,. 